# Evangelische Jugend auf dem Lande
Die Evangelische Jugend im ländlichen Räumen (ejl) ist ein Arbeitsbereich der Arbeitsgemeinschaft der Evangelischen Jugend in Deutschland e. V. (aej). Die Mitgliedsorganisationen der aej sind auch in ländlichen Räumen präsent. Quer zu dieser Struktur bündelt die ejl diese Arbeitsbereiche im ländlichen Raum. Die ejl und der ihr zugeordnete Fachkreis sorgen für den fachlichen Austausch der betroffenen Arbeitsbereiche, beraten zu fachlichen Themen, sammeln die Konzepte der einzelnen Arbeitsbereiche und sorgen für Austausch von Informationen und kollegialen Austausch. Die ejl formuliert Beschreibungen der Lebenswirklichkeiten, die in ländlichen Räumen vorgefunden werden, benennt Herausforderungen, die speziell auf diese Strukturen zutreffen, und zeigt auf, wie kirchliche Arbeit in diesem Zusammenhang stattfindet und unterstützt werden kann.

## Aktivitäten
Schwerpunkte der bundesweiten Arbeit sind die agrarpolitischen Informationsveranstaltungen. Sie bieten Fachkräften aus landwirtschaftlichen Berufen, Mitarbeiterinnen und Mitarbeitern der ländlichen Jugend- und Erwachsenenarbeit und weiteren Interessierten eine Vielzahl von Themen an. Die Veranstaltungsorte sind über das ganze Bundesgebiet verteilt, um Interessenten den Besuch von Seminaren auch vor Ort und mit kurzen Anfahrtswegen zu ermöglichen.
Die Angebote und Aktivitäten umfassen:
- Agrarpolitische Informationsveranstaltungen
- Kurse und Arbeitstagungen der Kinder- und Jugendarbeit
- Internationale landwirtschaftliche Studienfahrten
- Standaktionen im Rahmen der Internationalen Grünen Woche in Berlin
- Aktionen bei Kirchentagen
- Verschiedene Aktivitäten in Zusammenarbeit mit der Katholischen Landjugendbewegung Deutschlands (KLJB) und dem Bund der Deutschen Landjugend (BDL)

## Geschichte
Bis Ende 2011 war die ejl als Bundesarbeitsgemeinschaft der Evangelischen Jugend auf dem Lande (BAGejl) ein eigenständiger Verein. Danach ist sie Teil der AEJ geworden. Bis 2014 wechselte die ejl-Geschäftsstelle von Landjugendakademie Altenkirchen zur AEJ-Geschäftsstelle. Ein alter Name der ejl ist auch Evangelische Jugend auf dem Lande.